# Peñaflor de Hornija
Peñaflor de Hornija település Spanyolországban, Valladolid tartományban. Peñaflor de Hornija Medina de Rioseco, Valladolid, Villanubla, Wamba, Valladolid, Torrelobatón, San Pelayo, Castromonte és La Mudarra községekkel határos. Lakosainak száma 350 fő (2024).

## Népesség
A település népessége az utóbbi években az alábbiak szerint változott:
| Lakosok száma | 439  | 415  | 381  | 361  | 343  | 323  | 305  | 297  | 337  | 350  |
|               | 2001 | 2004 | 2007 | 2009 | 2012 | 2014 | 2017 | 2019 | 2022 | 2024 |